# Agrostis trachychlaena
Agrostis trachychlaena är en gräsart som beskrevs av Charles Edward Hubbard. Agrostis trachychlaena ingår i släktet ven, och familjen gräs. IUCN kategoriserar arten globalt som starkt hotad. Inga underarter finns listade i Catalogue of Life.